# سرود تولد
سرود تولد فیلمی به کارگردانی و نویسندگی علی قوی‌تن و تهیه‌کنندگی منوچهر زبردست محصول سال ۱۳۸۳ است.

## خلاصه
فیلم، داستان زندگی پسر جوانی است از طبقه متوسط را روایت می‌کند که تحصیلات دانشگاهی اش به پایان رسیده و جویای کار است. او با خانمی کارخانه دار آشنا و مسیر زندگی اش عوض می‌شود.

## بازیگران
- امین حیایی
- یکتا ناصر
- ثریا قاسمی
- حسام نواب صفوی
- محبوبه بیات
- شهرام قائدی
- علی اصغر طبسی
- نوشین سرودی
- خاتون یزدانی
- داود خلیلی
- بهمن مفید
- حمیده خیرآبادی